# Villa Vauban
Vila Vauban este un muzeu de artă din Luxemburg. Recent renovată și extinsă, expune picturi din secolele al XVIII-lea și al XIX-lea dobândite din colecții private.

## Context
Construită în 1873 ca reședință privată, vila își datorează numele unui fort construit pe același loc de Sébastien Le Prestre de Vauban (1633-1707) ca parte a apărării orașului. O secțiune impresionantă a vechiului zid al fortăreței poate fi văzută în subsolul muzeului. Lucrările de renovare, finalizate în 2010, au fost planificate de către firma de arhitectură Philippe Schmit de la a firma de arhitectură luxemburgheză Diane Heirent & Philippe Schmit. Ca urmare a inovării sale cu placaj de cupru perforat, extinderea a primit premiul TECO Architecture în 2010. Muzeul este situat într-un parc construit de arhitectul francez Édouard André (1840–1911), unul dintre arhitecții de frunte ai vremii sale.

## Istorie
Proiectată de arhitectul orașului Jean-François Eydt, reședința a fost construită de un producător de mănuși alsaciene, Gabriel Mayer, într-un stil clasic din secolul al XIX-lea, cu fațadă neoclasică. Acesta a fost amplasat pe o parcelă mare care a devenit disponibilă după demolarea fortificațiilor orașului, oferind loc nu numai pentru reședință și grajdurile sale, ci și pentru o grădină extinsă în stil francez. În 1874, a fost achiziționată de către producătorul de oțel Charles Joseph de Gargan înainte de a intra în mâinile industriașului Norbert Le Gallais în 1912. După ce a achiziționat vila în 1949, orașul Luxemburg a adaptat-o pentru a fi închiriată de Curtea de Justiție a CECO. În 1959, a fost transformată din nou pentru a adăposti colecțiile de artă care sunt încă expuse astăzi acolo. Marele Duce Jean și Marea Ducesă Joséphine Charlotte au locuit acolo din 1991 până în 1995, în timp ce lucrări de renovare erau efectuate la Palat.

## Colecții
Lucrările expuse la Vila Vauban făceau, inițial, parte din trei colecții separate, toate care au fost donate orașului. Prima este cea a lui Jean-Pierre Pescatore (1793-1855), care s-a stabilit ca un bancher bogat la Paris. Este alcătuită în principal din tablouri olandeze din secolul al XVII-lea, lucrări franceze contemporane, precum și sculpturi și desene. A doua, alcătuită în principal din arta secolului al XIX-lea, provine de la Leo Lippmann (1808-1883), un bancher și consul general al Luxemburgului din Amsterdam. Cea de-a treia colecție, care a aparținut cândva farmacistului Jodoc Frédéric Hochhertz, cuprinde picturi istorice din secolul al XVIII-lea, naturi moarte și portrete. Ulterior a fost moștenită de Eugénie Dutreux-Pescatore (1810–1902). Tablourile olandeze din Epoca de Aur includ lucrări ale lui Cornelis Bega, Gerrit Dou și Jan Steen, în timp ce Eugène Delacroix, Jean-Louis-Ernest Meissonier și Jules Dupré sunt printre artiștii care au pictat opere franceze din secolul al XIX-lea.